# Turn Back Time
Singles de Aqua
Lollipop (Candyman)
(1997) Good Morning Sunshine
(1998)
Pistes de Aquarium et Pile et Face
Roses Are Red Calling You
Turn Back Time (Revenir en arrière) est une chanson sortie en single en 1998 par le groupe de pop eurodance Aqua. La chanson figure sur la bande originale du film Pile et Face de Peter Howitt. Elle a un tempo plus lent que leurs autres chansons sorties comme singles, démontrant ainsi les capacités de la voix de Lene Grawford Nystrom. Le single contient des samples du single des Pet Shop Boys, «Heart».
Le morceau est un succès mondial, en se classant dans le Top5 dans de nombreux pays.

## Clip vidéo
- Réalisateur : Peter Stenbæk
- Année de réalisation : février 1998
- Lieu : Londres (Royaume-Uni)
- Durée : 04:09
- DVD : Turn Back Time/Sliding Doors/The Diary/The Video Collection DVD

- Description :

Le vidéoclip met en scène le groupe entrant dans une station du métro londonien. Lorsque le groupe paie les billets du métro au guichet automatique, Lene se divise en deux entités. Tandis que l'une des deux Lene reste avec le groupe et prend le métro, l'autre cherche à retrouver la première en parcourant la station, en empruntant des escaliers, des tunnels ; non sans problème, car la plupart des portes se ferment devant elle. À la fin, la seconde Lene réussit à pénétrer la rame de métro et fusionne avec la première sans que le reste des membres d'Aqua ne s'aperçoive de queoi que ce soit.
L'intrigue du clip est un clin d'œil à la fois à la chanson (la chanteuse regrette de ne pas dire la vérité à son amant) et le film Sliding Doors dont Turn Back Time avait été choisi comme BO.
Tournée dans les stations de métro Holborn et Bank de Londres, la vidéo a été ajoutée en bonus sur le DVD du film. Il existe deux versions de la vidéo : la version originale et la version cinématographique, qui mélange la vidéo avec des séquences du film. La version originale ne peut être vue que dans le DVD "The Aqua Diary", tandis que la version cinématographique a été utilisée partout ailleurs. Avec son atmosphère sombre et le manque de couleurs, cette vidéo est considérée comme la plus sérieuse qu'Aqua n'ait jamais faite jusqu'au clip sorti en 2009 " My Mamma Said". "Turn Back Time" est le premier vidéoclip à avoir été tourné en dehors du Danemark.

## Classements
- Allemagne : 42
- Argentine: 5
- Australie: 10 (semaines dans les charts: 21)
- Autriche: 19 (semaines dans les charts: 12)
- Belgique: 42 (semaines dans les charts: 4)
- Canada: 14
- Danemark: 16 (semaines dans les charts: 3)
- Israël: 3
- Pays-Bas: 26 (semaines dans les charts: 13)
- Nouvelle-Zélande: 2 (semaines dans les charts: 10)
- Philippines: 2
- Suède: 4 (semaines dans les charts: 10)
- Suisse: 26 (semaines dans les charts: 11)
- UK: 1 (semaines dans les charts: 19)
- US (Airplay): 27 (3 semaines) (semaines dans les charts: 16)